# Statut de langue des signes américaine aux États-Unis
Le statut de langue des signes américaine aux États-Unis diffère selon les États.

## États et territoires

Carte des États-Unis contigus, avec l'Alaska et Hawaï.

Les États-Unis sont composés de cinquante États et du district de Columbia.

## Langue des signes américaine reconnue par la Loi

### Reconnaissance totale
- Indiana[réf. nécessaire]

### Reconnaissance partielle
Selon The Modern Language Journal, la langue des signes américaine est reconnue à la loi mais on n'a pas de preuves independantes:
- Alabama[2]
- Arizona[2]
- Californie[2]
- Caroline du Sud
- Colorado[2]
- Iowa
- Kansas
- Kentucky
- Louisiane
- Maine
- Maryland
- Massachusetts
- Michigan
- Minnesota
- Montana
- Nevada
- New Jersey
- New York
- Ohio
- Oklahoma
- Oregon
- Pennsylvanie
- Rhode Island
- Dakota du Sud
- Tennessee
- Texas
- Utah
- Vermont
- Virginie
- Virginie-Occidentale
- Washington
- Wisconsin

## Langue des signes américaine pas reconnue
Les États n'ont pas reconnu leur langue des signes:
- Alaska[2]
- Arkansas[2]
- Connecticut[2]
- Delaware[2]
- Mississippi[2]
- New Hampshire[2]
- Nouveau-Mexique[2]
- Wyoming[2]

## États restants
Actuellement, on ne sait pas encore pour les États restantes dessous:
- Caroline du Nord
- Dakota du Nord
- Dakota du Sud
- Floride
- Géorgie
- Hawaï
- Idaho
- Illinois
- Missouri
- Nebraska